# پایگاه هوایی آب‌نشین دریاچه اوتر
پایگاه هوایی آب‌نشین دریاچه اوتر (به انگلیسی: Otter Lake Water Aerodrome) یک فرودگاه همگانی است که یک باند فرود آب دارد. این فرودگاه در کشور کانادا قرار دارد و در ارتفاع ۳۴۸ متری از سطح دریا واقع شده‌است.